# Iakob Makaraszwili
Iakob Makaraszwili (gruz. იაკობ მაქარაშვილი; 28 grudnia 1985) – gruzinśki zapaśnik walczący w stylu wolnym. Olimpijczyk z Rio de Janeiro 2016, gdzie zajął jedenaste miejsce w kategorii 74 kg.
Piąty na mistrzostwach świata w 2013. Brązowy medalista mistrzostw Europy w 2016. Drugi w Pucharze świata w 2013; trzeci w 2016; siódmy w 2017 i piętnasty w 2012 roku.